# Тачурі-сірочуб бразильський
Тачу́рі-сірочу́б бразильський (Polystictus superciliaris) — вид горобцеподібних птахів родини тиранових (Tyrannidae). Ендемік Бразилії.

## Опис

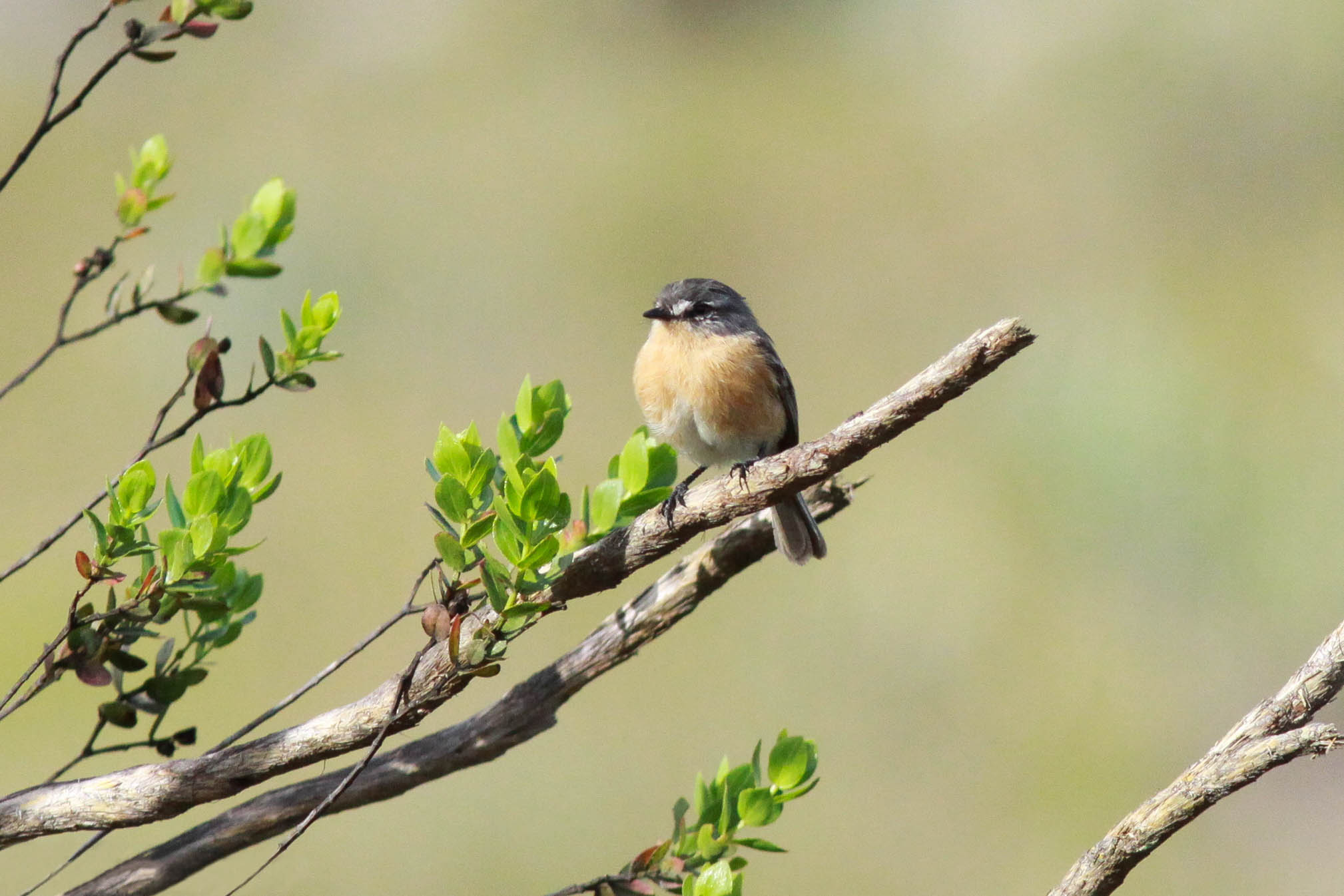
Бразильський тачурі-сірочуб

Довжина птаха становить 9,5 см. Верхня частина тіла коричнювато-сіра, голова дещо тьмяніша, сіра, над очима білі «брови», на тімені малопомітна біла пляма. Крила темні з двома смугами і коричневими краями. Нижня частина тіла охриста, живіт білий.

## Поширення і екологія
Бразильські тачурі-сірочуби поширені на південному сході Бразилії, від центральної Баїї до півночі Сан-Паулу. Вони живуть в сухих саванах серрадо, на луках, зокрема на гірських (кампо-серрадо), серед скельних виступів Бразильського нагір'я (кампос-рупестрес) та на покинутих пасовищах. Зустрічаються поодинці або парами, на висоті від 900 до 1950 м над рівнем моря. Живляться комахами.